# Man on Ground
Man on Ground ("Uomo sulla terra") è un film del 2011 scritto e diretto da Akin Omotoso.

## Trama
Femi e Ade sono due fratelli nigeriani espatriati. Ade vive a Londra ed è un banchiere di successo. Femi, un tempo dissidente politico in Nigeria, è scappato in Sudafrica dove vive in una casa per rifugiati e svolge lavori servili.
Durante una breve visita a Johannesburg, Ade scopre che Femi è sparito da una settimana. Inizia così a investigare, ricostruendo frammenti della vita quotidiana del fratello, fino a incontrare l'ex boss di Femi. Nel frattempo, l'episodio che segnò l'adolescenza di Femi e Ade, e la loro separazione, torna ad affiorare dal passato.

## Distribuzione
Il film è stato presentato in anteprima al Toronto International Film Festival 2011; è stato inoltre presentato al Jozi Film Festival a Johannesburg nel 2012 e concorre come miglior film africano al 22º Festival del cinema africano, d'Asia e America Latina di Milano 2012.